# Сан-Пабло-Аникано
Сан-Пабло-Аникано (исп. San Pablo Anicano) — муниципалитет в Мексике, входит в штат Пуэбла. Население — 3500 человек.